# 联盟MS-14
联盟MS-14（俄语：Союз МС-14）是一次前往国际空间站的联盟号飞行任务。它没有携带机组成员，因为其目的是测试改进过的发射逃逸系统，以便与联盟-2.1a运载火箭整合。联盟MS-14于2019年8月22日03:38（UTC）成功发射。这是33年来联盟号运载火箭第一次没有机组成员的任务，也是联盟号首次前往国际空间站的无人驾驶任务。